# 西嘉绒语组
西嘉绒语组是嘉绒语支下的一群语言。赖云帆等 (2020)基于词法与词汇创新，将已灭绝的西夏语也归入西嘉绒语组。
- 绰斯甲语（原称拉坞戎语）
- 尔龚语
- †西夏语

## 历史
沙加尔等 (2019)估计，西嘉绒语组和东嘉绒语组大约在距今3000年前分化。
虽然党项人一般与银川联系在一起，但金川县周山（大致位于绰斯甲语和四土话的分布地之间）在945年就出现了党项人的历史记载。因此根据史学及语言学证据，赖云帆等 (2020)将西夏语的原乡定在今日的川西一带。